# Gouvernement Giolitti IV
Royaume d'Italie
Luzzatti Salandra I
Le gouvernement Giolitti IV (Governo Giolitti IV, en italien) est le gouvernement du royaume d'Italie entre le 29 mars 1911 et le 21 mars 1914, durant la XXIIIe législature.

## Historique

### Président du conseil des ministres
Giovanni Giolitti